# Кашель
Ка́шель — врождённый защитный безусловный рефлекс, действующий как часть иммунной системы организма. Представляет собой форсированный выдох через рот, вызванный сокращениями дыхательной мускулатуры из-за раздражения рецепторов, расположенных вдоль всего дыхательного пути (в носу, придаточных пазухах носа, глотке, гортани, трахее, бронхах) и в плевре. Физиологическая роль кашля — очищение респираторного тракта от посторонних веществ и предупреждение механических препятствий, нарушающих проходимость воздухоносных путей.
В отличие от рефлекса чихания, кашлевой центр, отвечающий за кашлевой рефлекс, контролируется корой головного мозга; соответственно, кашель может сознательно в некоторой степени сдерживаться и имитироваться, а также возникать при патологиях, не связанных с органами дыхания.

## Классификация кашля
Кашель является одним из самых распространённых симптомов при обращениях пациентов за общей (не узкоспециализированной) медицинской помощью и встречается в 30—40 % случаев таких обращений. Кашель является симптомом, а не самостоятельным заболеванием. В 10—38 % случаев кашля так и не удаётся выявить истинную причину, вызвавшую его, в таком случае применяется симптоматическое лечение.
- По локализации патологического очага:

- нейрогенный (центрального генеза) — причины в патологии нервной системы (психосоматические или органические поражения, к примеру при опухолях головного мозга, истерии, синдроме Туретта и так далее), вследствие которых возникают патологические очаги возбуждения или патологические рефлекторные дуги в подкорковых и проводящих структурах, отвечающих за кашлевой рефлекс, сюда же относится симулятивный кашель и воздействие некоторых психоактивных веществ;
- рефлекторный — из-за раздражения органов, не относящихся к органам дыхания, но иннервируемых теми же чувствительными нервами, среди них могут быть: наружный слуховой проход, барабанная перепонка, пищевод, диафрагма, удары в области солнечного сплетения, перикард;
- кашель, связанный с рецепцией с органов дыхания, в свою очередь подразделяется на:

- вызванный внешними факторами (инородное тело в просвете дыхательных путей, захлёбывание жидкостями при попёрхивании или утоплении, вдыхание раздражающих или повреждающих слизистую пыли, газов и паров (в том числе дыма при курении, продуктов горения при пожарах, стернитов, аллергенов), кровотечения в просвет дыхательных путей при травмах и так далее, приём лекарств групп β-адреноблокаторов, ингибиторов АПФ (опосредованно влияют на слизистую бронхов), цитотоксических препаратов, воздействие на органы дыхания ионизирующего излучения (в дозах, вызывающих повреждение слизистой));
- вызванный эндогенными факторами:

- связанный с патологией органов дыхания (бронхиальная астма, бронхоэктатическая болезнь, опухоли органов дыхания, аскаридоз, лёгочная гипертензия, лёгочное кровотечение при заболеваниях органов дыхания или при эктопии эндометрия в органах дыхания, острые и хронические риниты, синуситы, фарингиты, ларингиты, трахеиты, бронхиты, пневмонии, плевриты неинфекционного и инфекционного генеза, абсцесс лёгкого, отёк лёгких, аномалии развития (трахеопищеводный свищ, расщелина гортани, паралич голосовой связки, трахеобронхомаляция, бронхолёгочная дисплазия и так далее), цилиарные дискинезии, пневмокониозы и другие интерстициальные заболевания лёгких и так далее);
- связанный с патологией других органов и систем, которая сказывается на органах дыхания (сердечная астма, сердечная недостаточность, врождённые пороки сердца, опухоли соседних органов, сдавливающие или прорастающие в стенку и в просвет дыхательных путей, аспирация при гастроэзофагеальной рефлюксной болезни или при рвотах, патологии с нарушением акта глотания, кровотечения в просвет дыхательных путей при нарушениях свёртываемости крови и патологиях кровеносных сосудов, гемосидероз, муковисцидоз, саркоидоз и так далее).

- По силе кашля:

- покашливание;
- надрывный кашель.

- По длительности кашля:

- острый — менее двух недель;
- затяжной — 2—4 недели;
- подострый — 4—8 недель;
- хронический — более 2 месяцев.

- По тембру кашля:

- короткий и осторожный кашель;
- лающий кашель;
- звонкий грудной кашель;
- сиплый кашель;
- приглушённый кашель;
- беззвучный кашель.

- По характеру и количеству выделений при кашле:

- сухой (непродуктивный);
- влажный (продуктивный), при этом оценивается характер, консистенция и объём мокроты:

- слизистая;
- серозная;
- гнойная;
- кровянистая (кровохарканье);
- вязкая;
- сгустками;
- скудная;
- «полным ртом».

- По времени и условиям появления или обострения кашля:

- утренний кашель, «кашель при умывании»;
- вечерний кашель — бывает при пневмонии, бронхите;
- ночной кашель;
- весной, осенью — аллергии;
- зимой.

## Механизм
При нормальном функционировании органов дыхания происходит постоянная их самоочистка. Так, вибриссы носа задерживают крупную пыль и капли аэрозоля. В полости носа задерживается, обезвреживается и удаляется до 40 % пыли, содержащейся во вдыхаемом воздухе, одновременно происходит его согревание или остужение и увлажнение, чему способствуют её строение, псевдомногослойный реснитчатый (мерцательный) эпителий, носовая слизь. Раковины и придаточные пазухи увеличивают площадь контакта воздуха со слизистой и создают турбулентный поток воздуха, вызывающий его активное перемешивание. Слизь способствует адгезии взвешенных веществ и абсорбции некоторых газообразных веществ, их обезвреживанию содержащими в ней ферментами, секреторными иммуноглобулинами, и свободными макрофагами. Эпителий движением ресничек в сторону носоглотки способствует постоянной элиминации избытков слизи с остатками посторонних веществ. Мощным барьером для проникновения патогенных микроорганизмов является кольцо Пирогова, располагающееся в носоротоглотке. Оно способствует их обезвреживанию, а также антигенпрезентации. Более мелкодисперсные взвешенные частицы, попавшие в трахеобронхиальное дерево, оседают на стенке гортани, трахеи и бронхов и постоянно элиминируются реснитчатым эпителием в сторону глотки, а также расщепляются макрофагальной системой. Таким образом, вдыхаемый воздух, поступающий в альвеолы, оказывается практически стерильным и лишённым взвесей.
В случае же попадания в дыхательные пути:
- крупных предметов, которые не были удалены реснитчатым эпителием и могут привести к обтурации просвета дыхательных путей,
- частиц пыли, особенно минеральных, не расщепляемых секретируемыми ферментами и макрофагами,
- большого количества частиц, когда осевшие на слизистой взвешенные частицы не успевают удаляться,
- веществ, которые могут вызывать раздражение и даже повреждение слизистой;
  - в случае повреждения или нарушения функции самой слизистой патологическими процессами или микроорганизмами, которое приводит к снижению эвакуаторной функции слизистой и накоплению слизи,
  - в случае обильного образования самой слизи или выпота в просвет дыхательных путей экссудата, когда они не успевают эвакуироваться даже нормально функционирующей слизистой и накапливаются,

включаются дополнительные резервные защитные механизмы организма, выраженные в кашлевом рефлексе и направленные на удаление посторонних предметов, газов или избытков жидкости из просвета дыхательных путей.
Кашель — защитно-приспособительная реакция, обеспечивающая сохранность и очищение трахеобронхиального дерева от раздражающих агентов (мокрота, слизь, гной, кровь) и инородных тел (пыль, кусочки пищи и другие).
Кашлевые рецепторы расположены вдоль всего дыхательного пути (в носу, придаточных пазухах носа, глотке, гортани, трахеях, бронхах, плевре). Рецепторы, связанные с кашлем, располагаются и за пределами дыхательных путей — в ушном канале, желудке, околосердечной сумке, диафрагме. Верхние дыхательные пути более чувствительны к механическому раздражению, нижние дыхательные пути более чувствительны к химическому раздражению. Ткань паренхимы лёгких (бронхиолярная и альвеолярная) не содержит кашлевых рецепторов. Импульсы от стимулируемых кашлевых рецепторов передаются по чувствительным волокнам черепно-мозговых (блуждающий, языкоглоточный, тройничный) и диафрагмального нервов в кашлевый центр в продолговатом мозге.
- Кашлевой акт начинается коротким и глубоким вдохом (около двух секунд), в конце которого рефлекторно сокращаются мышцы гортани, закрывающие голосовую щель.
- Одновременно повышается тонус гладкой мускулатуры бронхов (бронхоспазм для защиты альвеол и дистальных бронхиол от баротравмы).
- Затем возникает внезапное сильное сокращение дыхательной мускулатуры (межрёберные, диафрагма, живота и так далее), направленное на преодоление сопротивления временно закрытой голосовой щели (в этот период внутригрудное давление достигает 100 мм рт. ст.).
- Вслед за этим голосовая щель мгновенно раскрывается и происходит форсированный выдох.
- Значительный градиент давления в дыхательных путях и атмосферы в сочетании с сужением трахеи приводит к созданию потока воздуха, скорость которого может достигать скорости звука[4].

В некоторых случаях происходит чередующаяся серия кашлеобразных движений, приводящая к скачкам внутрибронхиального давления и лучшему отхождению от их стенок вязкой мокроты.
Чаще кашель является непроизвольной физиологической реакцией, однако может быть вызван и произвольно.
При неспособности детей эффективно кашлять существует риск спадения лёгкого, рецидивной пневмонии и хронических заболеваний дыхательных путей от аспирации или задержки секрета. Кашель может быть связан с врождёнными аномалиями, которые выявляются в течение первых нескольких месяцев жизни: пищеводно-трахеальный свищ, расщелина гортани, паралич голосовых связок, трахеобронхомаляция.

## Диагностика
Как симптом кашель может сопровождать различные виды ОРЗ, при которых имеет место поражение дыхательных путей (сохраняясь и после перенесённой инфекции), возникать при попадании в дыхательные пути чужеродного тела, вдыхании токсических газов или раздражающей пыли. Кашель может быть единственным симптомом таких болезней, как рак лёгкого, туберкулёз, бронхиальная астма, опухоли средостения. Нередко болезненный и мучительный кашель сопровождает воспаление плевры — плеврит. Кашель может быть и признаком сердечной недостаточности, в таком случае кашель усиливается в положении лёжа и в ночное время. В некоторых случаях кашель может быть симптомом болезней лорорганов (синусит, средний отит) или заболеваний нервной системы (нейрогенный кашель). Как один из признаков гастроэзофагеального рефлюкса также может наблюдаться кашель.

## Лечение кашля
Принимая во внимание тот факт, что кашель в первую очередь является защитным рефлексом, при различных болезнях основной задачей является не устранить, а облегчить кашель. Устранение (торможение) кашля осуществляют только в случае сухого мучительного кашля, который теряет свой первоначально защитный характер и негативно влияет на состояние больного (вызывает рвоту, мешает спать, вызывает приступы удушья и прочее).
Различают следующие виды лекарств, используемых в лечении кашля:
- противокашлевые средства (кодеин, глауцин, бутамират, битиодин) — тормозят кашлевой рефлекс;
- муколитические средства (АЦЦ, бромгексин, амброксол) — разжижают мокроту и облегчают её выведение;
- мукорегуляторные средства (карбоцистеина лизиновой соли моногидрат, карбоцистеин) — нормализуют вязкость бронхиального секрета (мокроты), восстанавливают мукоцилиарный клиренс;
- отхаркивающие средства (мукалтин, мать-и-мачеха, чабрец, йодид калия, бронхолитин).

## Кашель у детей[6]
В дошкольном возрасте в среднем в зимний период наблюдаются до 8 заболеваний респираторными инфекциями, сопровождающимися кашлем. В возрасте до 11 лет кашлем чаще страдают мальчики, чем девочки.
Длительность кашля может указывать на вероятную его причину. В большинстве случаев причиной острого кашля является инфекция. Если наблюдается заложенность носа и кашель, это может указывать на аллергический ринит. У детей с хронической конгестией[неизвестный термин] причиной кашля также может быть серозный средний отит. Наиболее частой причиной кашля у детей являются респираторные инфекции: аденовирусная, риновирусная, метапневмовирусная инфекции, РС-инфекция, грипп и парагрипп. Причиной кашля могут быть и невирусные инфекции, к примеру: коклюш, микоплазменная, хламидийная, пневмококковая, стафилококковая инфекции, туберкулёз лёгких, кокцидиоидомикоз, парагонимоз, эхинококкоз. Хронический кашель, связанный с инфекциями, такими как грипп, коклюш, может продолжаться несколько месяцев[уточнить]. У детей с кистозным фиброзом, бронхопульмональной дисплазией, ВИЧ-инфекцией и другими состояниями иммунодефицита, с врождёнными лёгочными патологиями также может проявляться хронический кашель.
Дети, страдающие кашлем в отсутствие респираторных инфекций, часто имеют постназальный затёк от ринита (аллергического или неаллергического) и от синусита (острого или хронического). Кислота желудочного сока в результате гастроэзофагиального рефлюкса может активировать рецепторы в дыхательном горле и вызвать кашель даже в отсутствие аспирации в дыхательных путях. Необъяснимый постоянный кашель, особенно у ребёнка ясельного возраста, может быть результатом аспирации инородного тела. От 20 % до 40 % инородных тел, не выявляемых в результате рентгенограммы, обнаруживаются при бронхоскопии. Инородное тело выступает как хронический раздражитель, стимулирующий кашель, и может стать причиной рецидивирующей инфекции. Кашель, сопровождающий недостаточность поджелудочной железы, рецидивирующую бактериальную пневмонию, плохое прибавление в весе у детей, должен рассматриваться как основание для подозрения на кистозный фиброз. Кашель с диспноэ или кровохарканием должен вызывать подозрение на органическое лёгочное заболевание. Кровохаркание также указывает на возможные бронхоэктаз, полостные лёгочные заболевания (туберкулёз, бактериальный абсцесс), ишемическую болезнь сердца, гемосидероз, неоплазму, инородные тела, сосудистые повреждения, эндобронхиальные повреждения, нарушения свёртываемости крови, кровоточивость эктопической эндометриальной ткани (кровотечение при этом периодическое и связано с менструальным циклом).
Чаще всего вирусная инфекция излечивается в срок до 4—8 недель, необходимых для определения хронического кашля у детей и подростков. В редких случаях вирусная инфекция может продолжаться и много месяцев. У детей старше 15 лет с нормальной историей, данными физикального обследования и рентгенограммы грудной клетки, постназальный затёк, астма, гастроэзофагельнорефлюксная болезнь являются наиболее вероятными причинами хронического продолжительного кашля, если такой причиной не является приём ангиотензин-конвертирующий ферментов и курение. У детей младше 15 лет продолжительный хронический кашель требует более широкого дифференциального обследования, поскольку могут предполагаться серьёзные причины, такие как аспирация из-за инородного тела и бронхоэктаз.

### История
Рвота, сопровождающая кашель, может свидетельствовать о выработке мокроты и аккумуляции слизи в желудке, приводящей к замедлению опорожнения желудка. В некоторых случаях, даже если основная жалоба — рвота, её причиной является кашель. Послекашлевая рвота — это неспецифическая характеристика коклюша. Синусит с постназальным затеком, астма, гастроэзофагельнорефлюксная болезнь обычно вызывают кашель ночью, поэтому ночное время кашля — важный симптом.

### Физикальное обследование
Петехия (точечные кровоизлияния) на лице или субконъюнктивальное кровоизлияние указывают на усилия, прилагаемые при кашле.
Необходимо обследовать конечности. Симптом барабанных палочек свидетельствует о хроническом лёгочном заболевании.
Необходимо обследовать нос на наличие конгестии (гиперемии). Аллергическое заболевание обуславливает бледную, отёчную слизистую, тогда как инфекция — воспалённую слизистую. Неприятный запах изо рта (галитоз), тонзиллярная (нёбной миндалины) гипертрофия, фарингеальный камень и болезненность в области синуса предполагают заболевание придаточных пазух носа.
Важно учитывать тембр кашля. Лающий кашель может указывать на отёк подсвязочного пространства (отёк гортани) и круп. Кашель со стридором может быть связан с заболеванием верхних дыхательных путей, таких как ларингомаляция, трахеомаляция, ларинготрахеобронхит, или с наличием инородного тела. Коклюшный реприз — характеристика коклюша или паракоклюша. Стаккатный (дробный) кашель у детей может быть следствием инфекции хламидии трахоматис. Психогенический или привычный кашель — непривычный, гудящий звук (похожий на звук канадской казарки), прекращается ночью, усиливается во время нахождения в школе. Хронический приступообразный кашель, вызываемый тревожным состоянием, холодным воздухом, сном или аллергенами, обычно наблюдается у пациентов с астмой. Напротив, хронический продуктивный (влажный) кашель предполагает гноеродные процессы и требует дальнейшего обследования, чтобы исключить бронхоэктазию, кистозный фиброз, активную инфекцию, иммунодефицит или врождённые пороки.
Необходимо обратить внимание на дыхательные шумы. Стридор является обычно звуком вдоха, тогда как свистящее дыхание — обычно звук выдоха. Хронические кашель и свистящее дыхание обычно наблюдаются в комбинации. Свистящее дыхание (связанное с различными звуками, начинающимися и прекращающимися на различных этапах дыхательного цикла, — полифоническое дыхание), сопровождающееся кашлем, указывает на высокую вероятность астмы. Другие причины полифонического свистящего дыхания — вирусный бронхиолит, облитерирующий бронхиолит, бронхоэктаз, бронхопульмональная дисплазия, острая сердечная недостаточность, иммунодефицитное состояние, бронхомаляция, аспирационные синдромы. Монофоническое свистящее дыхание (единичный, отдельный тон, начинающийся и заканчивающийся в определённое время) с кашлем должно вызывать подозрение на значительную обструкцию дыхательных путей, вызванную инородным телом или трахеомаляцией. С монофоническим свистящим дыханием может быть также связана внешняя компрессия дыхательных путей, вызванная сосудистыми кольцами, лимфаденопатией, медиастинальной опухолью. Пролонгирование фазы выдоха вместе со свистящим дыханием указывает на обструкцию дыхательных путей.
Поскольку по характеру кашля может быть поставлен диагноз, прослушивание кашля — важнейшая часть физикального обследования.

### Лабораторное обследование
В лабораторном обследовании при лечении кашля как правило необходимости нет. Если после сбора анамнеза, физикального обследования и рентгенографии грудного отдела существует подозрение на инфекционную причину кашля, проводится общий анализ крови, лейкоформула, туберкулиновая проба. Анализ носоглоточных культур и быстрых антигенов может проводиться для диагностики коклюша и ОРВИ.
| Заболевание                                              | Кожная проба на |
| -------------------------------------------------------- | --- |
| Аллергия                                                 | Кожная проба на аллергию или анализ крови на иммуноглобулин E |
| Астма                                                    | Тест лёгочных функций, тест бронхиальной гиперактивности (бронхомоторный тест метахолина, тест выдыхаемого оксида азота)                                                                                |
| Синдром Картагенера                                      | Тест функции мерцательного эпителия |
| Пороки развития                                          | Бронхоскопия, рентгенография грудной клетки, компьютерная томография / магнитно-резонансная томография, ангиография                                                                                     |
| Микоз                                                    | Кокцидиоидомикоз: анализ на антитела (преципитин, реакция фиксации комплемента) Гистоплазмоз: анализ на антитела (реакция фиксации комплемента, иммунопреципитация) Анализ антигенов в сыворотке и моче |
| Кистозный фиброз                                         | Тест на содержание хлорида натрия в потовой жидкости |
| Идиопатический лёгочный фиброз, аутоиммунное заболевание | Исследование функции лёгких, диффузионная МРТ, аутоантитело |
| Инородное тело                                           | Радиография грудной клетки, бронхоскопия |
| Гастроэзофагеальная рефлюксная болезнь                   | Глотание с помощью бариевой взвеси, 24 часовая регистрация водородного показателя, бронхоальвеолярный лаваж                                                                                             |
| Коклюш, хламидия, другие инфекционные причины            | Культуры, серология, тест с полимеразным усилением |
| Гнойная инфекция                                         | Культуры (мокроты, бронхоальвеолярного лаважа), радиография грудной клетки, МРТ, тест на содержание хлорида натрия в потовой жидкости                                                                   |
| Синусит                                                  | Радиографическое отображение пазух или сканирование МРТ |
| Туберкулёз                                               | Проба Манту |

### Диагностическая визуализация
Рентгенография грудной клетки (переднезадняя проекция, боковая проекция) остаётся главным средством диагностики кашля и должна быть назначена, если требуется после физикального обследования или если кашель носит хронический характер. Визуализация положения лёжа на боку может дать информацию о плевральной жидкости и препятствиях воздухотоку. Снимок на вдохе или выдохе необходим при подозрении на инородное тело. Участок вздутия, который не сдувается при выдохе и продолжает наблюдаться в лежачем положении, может свидетельствовать об инородном теле. Врождённая долевая эмфизема или односторонняя эмфизема (синдром Суайра—Джеймса) являются редкими причинами очагового или одностороннего чрезмерного расширения. Если при рентгенографии обнаруживается узелковый пульмональный очаг, рекомендуется применить бронхоскопию для последующего обследования. Бронхоэктаз является характеристикой кистозного фиброза, иммунодефицита, синдрома Картагенера, хронической аспирации, предысторией серьёзных инфекций (чаще всего аденовирусной и коклюша). Рентгенография верхнего участка желудочно-кишечного тракта или измерение уровня pH помогут определить гастроэзофагеальную рефлюксную болезнь, если кашель связан с питанием или наблюдаются эпизоды рвоты в ночное время.
При диагностике астмы наиболее показателен ответ на ингаляцию кортикостероидов и бронходилататор.

### Лечение
Лечение кашля не должно начинаться до тех пор, пока не будет установлена причина на основе дифференциального диагноза. Терапия должна быть направлена на лечение причины.
Однако если первоначальное обследование не позволило установить причину кашля, врач должен исходить из наиболее вероятных причин кашля: астма, послевирусный кашель, повышенная чувствительность кашлевых рецепторов, функциональные нарушения (поведенческий кашель, тикозное расстройство). Наружное ухо раздражается блуждающим нервом, удаление раздражающего вещества из наружнего слухового прохода может уменьшить кашель. Лечение кашля инфекционной этиологии должно осуществляться соответствующими антибиотиками. Отхаркивающие и муколитические средства в противокашлевых препаратах имеют незначительный эффект на облегчение кашля. Большинство безрецептурных противокашлевых препаратов имеют незначительную эффективность, не дают значимого положительного результата по сравнению с плацебо и в то же время могут быть сопряжены с побочной и парадоксальной реакцией.
Продолжительный кашель часто вызывает расстройство и беспокойство как у пациентов, так и у родственников. Врач часто не может указать определённые причины кашля и облегчить симптомы, что приводит к попыткам пациентов найти ответ у разных специалистов и стремлению использовать безрецептурные средства. Необходимо разъяснять пациентам и их близким, что раздражение дыхательных путей, приводящее к кашлю, требует времени для устранения и время, необходимое для облегчения симптомов кашля, может измеряться даже не днями, а неделями.
У детей в возрасте 15 лет и старше при нормальных истории и результатах физикального обследования (и в частности рентгенографии) необходимо лечение ринита, астмы и гастроэзофагельнорефлюксной болезни, если отмечаются такие признаки, как постназальный затек, ринорея и изжога. Отмечается, что у детей младше 15 лет преобладающие причины продолжительного кашля только на 10 % совпадают с причинами кашля у более старших пациентов со схожими симптомами. Поэтому для этого возраста должны предполагаться более серьёзные причины. Например, если кашлю предшествует поперхивание (удушье), это может указывать на аспирацию от инородного тела. Прогрессирующий кашель с потерей веса и лихорадкой требует обследования на туберкулёз; влажный кашель, синусит и история пневмонии требуют обследования на иммунодефицит; кашель с сезонным чиханием с ринореей, возможно, потребует лечения аллергического ринита и постназального затека. Тем не менее наиболее частой причиной кашля является вирусная инфекция. Для большинства детей кашель не требует лечения, однако благотворное влияние оказывает тёплое питьё с медом (старше 1 года).
Исключением из правила не применять эмпирическое лечение при кашле является астма, сопровождающаяся кашлем. Рекомендуется ингаляция кортикостероидов или бронходилататоров на протяжении нескольких недель, после чего оценивается результат лечения.

## Поведенческий кашель
Кашель в лёгкой форме может вызываться произвольно, имитироваться человеком и использоваться для привлечения внимания окружающих, для выражения отношения к услышанному и тому подобного.
Покашливание, «тактичное покашливание». Также для окружающих выражением оценки услышанного может быть то, что, услышав сказанное, человек поперхнётся «от неожиданности», от возмущения и тому подобного.
Кашлевой невроз может появиться у людей, перенёсших сложное лёгочное заболевание. В этом случае он представляет собой приобретённый рефлекс — человек кашляет по привычке.

## Кашель у животных
Кашель бывает и у других млекопитающих: котов, собак, лошадей и так далее, в том числе водных.